# 荆坪乡
荆坪乡（荊坪公社），是中華人民共和國四川省鄰水縣曾经下辖的一个乡。

## 沿革
- 1949年12月，石永區人民政府建立荊坪鄉公所。[2]1950年2月，石永區人民政府撤銷後，荊坪鄉公所劃歸興仁區人民政府領導。1951年6月9日，荊坪鄉公所改由第八區(石永區)公所領導。1953年4月24日，荊坪鄉公所改稱荊坪鄉人民政府。1956年1月16日，荊坪鄉人民政府改稱荊坪鄉人民委員會。1958年9月22日，荊坪鄉人委改稱荊坪人民公社。
- 1966年5月「文革」開始後，荊坪人民公社工作受到干擾。1967年3月，由公社武裝幹部和群眾代表主持成立了荊坪人民公社生產辦公室，負責公社日常工作。1969年3月5日，經縣人武部黨委批准，荊坪公社革命委員會成立。
- 1976年10月粉碎「四人幫」後，荊坪人民公社的行政組織機構仍然是革命委員會。1981年3月，縣委決定撤銷荊坪人民公社革委會．建立荊坪人民公社管理委員會，管委會設正。、副主任。1984年1月，根據中共中央體制改革要求，縣委又決定撤銷荊坪人民公社管委會，建立荊坪鄉人民政府。
- 2019年12月，撤销荆坪乡，将所属行政区域划归两河镇管辖。[3]

## 行政区划
荆坪乡撤销前下辖以下地区：
搭布灘村、對角村、銀山村、黃坪村、石鳩村、郭麻村、梯子村。